# Tibetoseris
Tibetoseris là một chi thực vật có hoa trong họ Cúc (Asteraceae).

## Loài
Chi Tibetoseris gồm các loài: